# شيمكنت
شيمكنت (الكازاخية: Шымкент / Şımkent)، والمعروفة سابقا حتى عام 1993
(بالروسية: Чимкент) ، هي عاصمة مقاطعة جنوب كازاخستان المنطقة الأكثر اكتظاظا بالسكان في كازاخستان. وتبعد شيمكنت 690 كم غرب ألماتي وعلى بعد 120 كم إلى الشمال من طشقند في أوزبكستان. وتأتي بعد ألماتي والعاصمة أسطانا كثالث مدينة من حيث عدد السكان في كازاخستان، ويبلغ عدد سكانها 629600 (2011). وهي مفترق طرق رئيسي للسكك الحديدية على سكة حديد تركستان-سيبيريا.

## المناخ
يظهر الجدول التالي التغييرات المناخية على مدار السنة لشيمكنت:
| البيانات المناخية لـشيمكنت        | البيانات المناخية لـشيمكنت | البيانات المناخية لـشيمكنت | البيانات المناخية لـشيمكنت | البيانات المناخية لـشيمكنت | البيانات المناخية لـشيمكنت | البيانات المناخية لـشيمكنت | البيانات المناخية لـشيمكنت | البيانات المناخية لـشيمكنت | البيانات المناخية لـشيمكنت | البيانات المناخية لـشيمكنت | البيانات المناخية لـشيمكنت | البيانات المناخية لـشيمكنت | البيانات المناخية لـشيمكنت |
| الشهر                             | يناير                      | فبراير                     | مارس                       | أبريل                      | مايو                       | يونيو                      | يوليو                      | أغسطس                      | سبتمبر                     | أكتوبر                     | نوفمبر                     | ديسمبر                     | المعدل السنوي              |
| --------------------------------- | -------------------------- | -------------------------- | -------------------------- | -------------------------- | -------------------------- | -------------------------- | -------------------------- | -------------------------- | -------------------------- | -------------------------- | -------------------------- | -------------------------- | -------------------------- |
| الدرجة القصوى °م (°ف)             | 22.2 (72.0)                | 25.2 (77.4)                | 30.7 (87.3)                | 33.0 (91.4)                | 37.8 (100.0)               | 43.0 (109.4)               | 42.6 (108.7)               | 42.2 (108.0)               | 39.2 (102.6)               | 34.4 (93.9)                | 30.5 (86.9)                | 25.4 (77.7)                | 43.0 (109.4)               |
| متوسط درجة الحرارة الكبرى °م (°ف) | 4.1 (39.4)                 | 6.6 (43.9)                 | 12.9 (55.2)                | 19.2 (66.6)                | 25.1 (77.2)                | 30.0 (86.0)                | 32.7 (90.9)                | 32.1 (89.8)                | 27.2 (81.0)                | 18.8 (65.8)                | 12.1 (53.8)                | 6.0 (42.8)                 | 18.9 (66.0)                |
| المتوسط اليومي °م (°ف)            | −0.7 (30.7)                | 1.6 (34.9)                 | 7.6 (45.7)                 | 13.6 (56.5)                | 19.1 (66.4)                | 23.7 (74.7)                | 26.3 (79.3)                | 25.3 (77.5)                | 19.9 (67.8)                | 12.3 (54.1)                | 6.4 (43.5)                 | 0.9 (33.6)                 | 13.0 (55.4)                |
| متوسط درجة الحرارة الصغرى °م (°ف) | −4.8 (23.4)                | −2.7 (27.1)                | 3.0 (37.4)                 | 8.3 (46.9)                 | 12.9 (55.2)                | 16.7 (62.1)                | 19.1 (66.4)                | 17.9 (64.2)                | 12.8 (55.0)                | 6.6 (43.9)                 | 1.7 (35.1)                 | −3.1 (26.4)                | 7.4 (45.3)                 |
| أدنى درجة حرارة °م (°ف)           | −31.1 (−24.0)              | −28.9 (−20.0)              | −23.9 (−11.0)              | −5.0 (23.0)                | −2.8 (27.0)                | 5.5 (41.9)                 | 7.8 (46.0)                 | 6.2 (43.2)                 | −1.1 (30.0)                | −12.0 (10.4)               | −30.0 (−22.0)              | −26.1 (−15.0)              | −31.1 (−24.0)              |
| الهطول مم (إنش)                   | 73 (2.9)                   | 70 (2.8)                   | 83 (3.3)                   | 69 (2.7)                   | 56 (2.2)                   | 16 (0.6)                   | 12 (0.5)                   | 4 (0.2)                    | 10 (0.4)                   | 41 (1.6)                   | 67 (2.6)                   | 75 (3.0)                   | 576 (22.7)                 |
| متوسط الأيام الممطرة              | 5                          | 7                          | 9                          | 9                          | 9                          | 5                          | 4                          | 3                          | 3                          | 6                          | 6                          | 6                          | 72                         |
| متوسط الأيام المثلجة              | 8                          | 7                          | 4                          | 0.3                        | 0                          | 0                          | 0                          | 0                          | 0                          | 0.4                        | 3                          | 6                          | 29                         |
| متوسط الرطوبة النسبية (%)         | 75                         | 73                         | 67                         | 63                         | 56                         | 44                         | 39                         | 34                         | 39                         | 55                         | 69                         | 75                         | 57                         |
| المصدر: Pogoda.ru.net             |                            |                            |                            |                            |                            |                            |                            |                            |                            |                            |                            |                            |                            |

## توأمة
لشيمكنت اتفاقيات توأمة مع كل من:
- ستيفينيدج [الإنجليزية]‏
- خجندة
- أضنة
- جدة
- بايين
- غروسيتو
- إزمير (2004 - )[7]
- باتايا
- موجيلوف

## أعلام
- أليكسندر موكين
- تيمورلنك
- مختارخان دلدابيكوف
- يركيبولان شينلييف
- تانات نوسيرباييف
- بيبوت شومينوف